# Федеріко Хіно
Федеріко Хіно (ісп. Federico Gino, нар. 26 лютого 1993, Мело) — уругвайський футболіст, півзахисник грецького клубу «ПАС Яніна».
Виступав, зокрема, за клуби «Дефенсор Спортінг» та «Крузейру», а також молодіжну збірну Уругваю.

## Клубна кар'єра
Народився 26 лютого 1993 року в місті Мело. Вихованець футбольної школи клубу «Дефенсор Спортінг». Дорослу футбольну кар'єру розпочав 2013 року в основній команді того ж клубу, в якій провів два сезони, взявши участь у 40 матчах чемпіонату. 
Протягом 2015—2016 років захищав кольори клубу «Карпі».
Своєю грою за останню команду привернув увагу представників тренерського штабу клубу «Крузейру», до складу якого приєднався 2016 року. Відіграв за команду з Белу-Орізонті наступний сезон своєї ігрової кар'єри.
Згодом з 2017 по 2022 рік грав у складі команд «Санта-Круз» (Ресіфі), «Олл Бойз», «Атлетіко Альдосіві», «Атлетіко Сан-Луїс», «Атлетіко Альдосіві» та «Платенсе» (Вісенте-Лопес).
До складу клубу «ПАС Яніна» приєднався 2023 року. Станом на 15 серпня 2024 року відіграв за клуб з Яніни 45 матчів в національному чемпіонаті.

## Виступи за збірну
У 2013 році залучався до складу молодіжної збірної Уругваю. На молодіжному рівні зіграв у 7 офіційних матчах, забив 1 гол.